# Єпископат Єрусалимського патріархату
Єпископат Єрусалимського патріархату станом на 15 травня 2025 року нараховує 21 ієрарха, усі з них є правлячими (у тому числі предстоятель Церкви — патріарх Єрусалимський і всієї Палестини; а також предстоятель автономної Синайської православної церкви — архієпископ Синайський, Фаранський і Раіфський).

## Чинні єпископи
| №  | Архієрей                | Архієрей    | Архієрей                                                      | Хіротонія         | Хіротонія   | Статус       |
| №  | Ім'я                    | Сан         | Титул                                                         | Дата              | Патріарство | Статус       |
| -- | ----------------------- | ----------- | ------------------------------------------------------------- | ----------------- | ----------- | ------------ |
| 1  | Феофіл ІІІ (Яннопулос)  | патріарх    | Єрусалимський і всієї Палестини                               | 27 лютого 2005    | Іриней      | предстоятель |
| 2  | Даміан (Самардзіс)      | архієпископ | Синайський, Фаранський і Раіфський                            | 23 грудня 1973    | Венедикт    | предстоятель |
| 3  | Ісихій (Кондоянніс)     | митрополит  | Капітольядський                                               | 26 березня 1984   | Діодор      | правлячий    |
| 4  | Тимофій (Маргарітіс)    | митрополит  | Вострійський                                                  | 21 лютого 1988    | Діодор      | правлячий    |
| 5  | Киріак (Георгопетріс)   | митрополит  | Назаретський, іпертим та екзарх всієї Галилеї                 | 14 вересня 1989   | Діодор      | правлячий    |
| 6  | Венедикт (Цекурас)      | митрополит  | Діокесарійський                                               | 9 лютого 1989     | Діодор      | правлячий    |
| 7  | Йоаким (Кондовас)       | митрополит  | Єленопольський                                                | 23 березня 2003   | Петро VII   | правлячий    |
| 8  | Макарій (Маврояннакіс)  | митрополит  | Птолемаїдський, іпертим та екзарх всього Фінікійського берега | 10 березня 2013   | Феофіл ІІІ  | правлячий    |
| 9  | Феофан (Хасапакіс)      | архієпископ | Гераський                                                     | 19 березня 1988   | Діодор      | правлячий    |
| 10 | Алексій (Мосхонас)      | архієпископ | Тиверіадський                                                 | 23 листопада 1991 | Діодор      | правлячий    |
| 11 | Дорофей (Леоваріс)      | архієпископ | Авільський                                                    | 12 жовтня 1998    | Діодор      | правлячий    |
| 12 | Дамаскин (Гаганьярас)   | архієпископ | Іоппійський                                                   | 18 жовтня 1998    | Діодор      | правлячий    |
| 13 | Аристарх (Перістеріс)   | архієпископ | Константинський                                               | 19 жовтня 1998    | Діодор      | правлячий    |
| 14 | Мефодій (Ліверіс)       | архієпископ | Фаворський                                                    | 11 грудня 2005    | Феофіл ІІІ  | правлячий    |
| 15 | Феодосій (Ханна)        | архієпископ | Севастійський                                                 | 24 грудня 2005    | Феофіл ІІІ  | правлячий    |
| 16 | Димитрій (Василіадіс)   | архієпископ | Ліддський                                                     | 9 березня 2013    | Феофіл ІІІ  | правлячий    |
| 17 | Ісидор (Факіцас)        | архієпископ | Єрапольський                                                  | 16 березня 2013   | Феофіл ІІІ  | правлячий    |
| 18 | Філумен (Махамре)       | архієпископ | Пелльський                                                    | 17 березня 2013   | Феофіл ІІІ  | правлячий    |
| 19 | Нектарій (Селалмацідіс) | архієпископ | Анфідонський                                                  | 24 березня 2013   | Феофіл ІІІ  | правлячий    |
| 20 | Христофор (Аталла)      | архієпископ | Киріакопольський                                              | 19 травня 2018    | Феофіл ІІІ  | правлячий    |
| 21 | Аристовул (Кіріадзіс)   | архієпископ | Катарський                                                    | 20 травня 2018    | Феофіл ІІІ  | правлячий    |